# Axel Carlsson i Carlsro
Carl Axel Carlsson (i riksdagen kallad Carlsson i Carlsro), född 18 oktober 1833 i Lunds stadsförsamling, Malmöhus län, död 24 april 1905 i Vassända-Naglums församling, Älvsborgs län, var en svensk godsägare och riksdagsman.
Ljunggren var ägare till godset Carlsro i Öxnered. Som politiker var han ledamot av riksdagens andra kammare.